# Челябинский тракт
Челябинский тракт — дорога Екатеринбург — Челябинск — Троицк, ныне часть тракта на участке между Челябинском и Екатеринбургом входит в «Подъезд к Екатеринбургу» федеральной автомобильной дороги М5 «Урал», часть между Челябинском и Троицком в составе  А310. Также, входит в состав:
Название «Челябинский тракт» по настоящее время широко используется населением и СМИ. Это одна из дорог с самым интенсивным движением в России: около 20 тысяч автомобилей в сутки.

## История
В конце XIX века Челябинский тракт начинался за 2-й Загородной улицей (улица Фрунзе).
Регулярное междугородное автобусное сообщение Челябинск — Свердловск было открыто в апреле 1940 года.
Дорога Свердловск — Челябинск была построена в 1959—1965 годах в рамках программы ускоренного развития автомобильных дорог СССР.
Впервые Челябинский тракт как часть трассы Свердловск — Караганда был упомянут в Перечне автомобильных дорог общегосударственного значения в конце 1960 года.
В 1981—1985 годах  дорога была расширена и обновлена бетонным покрытием.
27 августа 1982 года Челябинский тракт как часть трассы Свердловск — Алма-Ата получил номер М36. С 2010 года имеет номер А-310, отрезок Екатеринбург—Челябинск из её состава был исключен.
В 1988—1989 годах на Челябинском тракте были проведены работы по проектированию и строительству комплексов дорожного сервиса.
В соответствии с перечнем автомобильных дорог общего пользования федерального значения трасса Екатеринбург — Челябинск является подъездом к Екатеринбургу от автодороги М5 «Урал».
В 1994—1995 годах были построены съезды к городу Арамиль и селу Большое Седельниково.
В 2014 году Уралавтодор начал капитальный ремонт трассы с полной сменой покрытия, укладкой около 18 см асфальтобетона или органоминеральной смеси. После перерыва в 2015-2016 годах работы были продолжены в 2017—2018 и завершены в  2019 году. Срок службы нового покрытия определён в 24 года до нового капитального ремонта. При выезде из Екатеринбурга над трассой было построено  несколько надземных переходов для дачников и местных жителей, чтобы пешеходы могли безопасно перейти через скоростную трассу. Был капитально отремонтирован мост через реку Сысерть возле деревни Кашино, путепровод возле села Патруши. На дороге в местах примыкания населённых пунктов были построены дополнительные разворотные петли и размещены информационные электронные табло для водителей.
В 2017 году на трассе появился  «дежурный мастер» — специальный автомобиль, оборудованный проблесковыми маячками, который курсирует по 63-километровому участку трассы и сообщает водителям по радио о состоянии дороги. При аварии эта машина обозначает её место для безопасности движущегося транспорта, что особенно актуально зимой, когда продолжительность светового дня невелика. Эффективным  оказалась и установка видео и фотофиксаторов скоростного режима, с помощью которой только с мая по июнь 2019 года было зафиксировано 142 тысячи нарушителей правил.
В 2019 году начал обсуждаться проект расширения Челябинского тракта до параметров автомагистрали, с шестиполосным движением и разрешенной скоростью 120-130 км/ч, что позволяло бы добраться от одного конечного пункта до другого за полтора-два часа.
К сентябрю 2020 года участок трассы от границы Екатеринбурга до границы Челябинской области полностью реконструирован до четырёх полос.
К сентябрю 2022 года участок трассы от границы Челябинской области до обхода города Челябинска полностью реконструирован до четырёх полос

## Маршрут
Подъезд к городу Екатеринбургу начинается в Челябинске от трассы М5,  пересекает ЕКАД где имеется поворот к «Екатеринбург-Экспо», на 193-м километре в Екатеринбурге переходит в улицу Димитрова.
В границах Свердловской области на участке от ЕКАД до границы Челябинской области
| Расстояние   |  | Населённый пункт | Название и номер дороги                        |
| ------------ |  | ---------------- | ---------------------------------------------- |
| 188 км + 210 |  | Екатеринбург     | Подъезд к Сулимовскому торфянику (65К-0001170) |
| 185 км + 540 |  | Арамиль          | Подъезд к п.Кольцово (65К-0001180)             |
| 160 км + 322 |  | Сысерть          | Подъезд к г. Сысерть (65К-0001110)             |

В границах Челябинской области на участке граница Свердловской области - обход города Челябинск:
Подъезд к поселку Черкаскуль (74 ОП РЗ 75К-563)
Подъезд к поселку  Клеопино (74 ОП РЗ 75К-458)
Подъезд к поселкам Кунашак - Дружный  (74 ОП РЗ 75К-146)
Подъезд к поселку Большой Куяш (74 ОП РЗ 75К-150)
Подъезд к поселкам Кунашак - Сары (74 ОП РЗ 75К-149)
Подъезд к железнодорожной станции  Муслюмово - Саккулово (74 ОП РЗ 75К-206)
Подъезд к селу Татарская Караболка (74 ОП РЗ 75К-599)
Подъезд к железнодорожной станции Муслюмово Кунашакского муниципального района - Саккулово (74 ОП РЗ 75К-206)
Подъезд к поселку Каштак (74 ОП РЗ 75К-213)
Подъезд к поселку Рощино (74 ОП РЗ 75К-219)
Подъезд к поселку Чишма (74 ОП РЗ 75К-207)
В границах Челябинской области на участке от обхода города Челябинск - город Троицк (до границы с Республикой Казахстан):
Подъезд к поселку Коелга (74 ОП РЗ 75К-089)
Подъезд к деревне Дубровка (74 ОП РЗ 75К-605)
Подъезд к поселку Карабаново  (74 ОП РЗ 75К-223)
Подъезд к Увельскому хлебоприемному пункту  (74 ОП РЗ 75К-250)
Подъезд к селу Хомутинино  в том числе обход села Хомутинино 2 километра (74 ОП РЗ 75К-254)
Подъезд к поселку Первомайский  (74 ОП РЗ 75К-222)
Подъезд к селу Вознесенка Сосновского муниципального района (74 ОП РЗ 75К-221)
Подъезд к поселку Ясные Поляны  (74 ОП РЗ 75К-231)

### Характеристики трассы
- Челябинский тракт — четырёхполосная дорога.
- Длина тракта составляет 193+774 километра[23].

## Населённые пункты
- Екатеринбург
- Большой Исток
- Арамиль
- Большое Седельниково
- Кашино
- Патруши